# Митков, Васил
Васил Митков (болг. Васил Митков; 17 сентября 1943, София — 17 марта 2002, София) — болгарский футболист, игравший на позиции нападающего. Мастер спорта (1969).

## Клубная карьера
Играл за болгарские клубы из Софии «Спартак», «Левски-Спартак» и «Славия». Становился чемпионом Болгарии и обладателем Кубка Болгарии. Всего в высшей болгарской лиге провёл 311 матчей, забил 104 гола. В еврокубках сыграл 12 матчей, забил 3 гола (в Кубке чемпионов — 4 матча, 1 гол за «Левски», в кубке кубков — 3 матча, 1 гол за «Левски» и 1 матч за «Славию», в Кубке УЕФА — 4 матча, 1 гол за «Левски»).

## Выступления за сборную
Дебютировал в матчах за сборную Болгарии 22 марта 1967 года в гостевой товарищеской игре против олимпийской команды Албании (0:2). Первый мяч провел в ворота сборной Швеции (3:0) 12 ноября 1967 года в домашнем матче отборочного турнира чемпионата Европы 1968 года.
Был участником чемпионата мира 1970 года в Мексике, где за невышедшую из группы сборную Болгарии сыграл 2 матча: против ФРГ (2:5) и Марокко (1:1).
Всего за сборную Болгарии сыграл 17 матчей, забил 3 гола.
После окончания игровой карьеры был тренером в детско-юношкской школе «Левски».

## Достижения
- Чемпион Болгарии (2): 1969/70, 1973/74 (оба — «Левски-Спартак»)
- Обладатель Кубка Болгарии (4): 1967/68 («Спартак»), 1969/70, 1970/71 (оба — «Левски-Спартак»), 1974/75 («Славия»)